# Томаш, Александр
Александр Томаш Томовски (болг. Александър Томаш Томовски; род. 2 сентября 1978, Велико-Тырново) — болгарский футболист, защитник; тренер.

## Биография
Начал профессиональную карьеру в клубе ЦСКА (София). Позже играл за греческий ОФИ. В феврале 2006 года перешёл в запорожский «Металлург». Сыграл всего 3 матча и перешёл в болгарский клуб «Черно море». Летом 2008 года перешёл в азербайджанский «Баку».
Провёл 6 матчей за сборную Болгарии.
Сын Александра Томаша Божидар Томовски (род. 2004) играет на позиции правого защитника за «Янтру».